# 湯浅年子
湯浅 年子（ゆあさ としこ、1909年12月11日 - 1980年2月1日）は、日本出身の物理学者である。パリのコレージュ・ド・フランス原子核化学研究所、CNRS（フランス国立中央化学研究所）などで研究した。日本国外で活動した初の日本人女性物理学者といわれる。

## 経歴

### 幼少時代
東京都上野に生まれる。7人兄弟の6番目で、生家には両親や兄弟の他に、乳母や数名の女中、書生がおり、多人数で暮らしていた。年子の父は福井県出身で、帝国大学工科大学（現在の東京大学工学部）機械工学科を卒業し、農商務省の特許局に勤務していた湯浅藤市郎で、退職後に自宅で自動製糸機の発明に没頭し、世界で初めて「完全自動製糸機」を完成させたことで知られる。また藤市郎は1895年の帝国大学時代に日本で最も古い「内燃機関」に関する論文である『Petroleum Engine』も著している。また、年子と肝胆相照らす仲であった弟の橘藤雄は、東京帝国大学工学部を卒業後、原子炉熱工学の道を進み、東京帝国大学付属航空研究所、東京大学生産技術研究所教授、東京大学工学部教授などを歴任した。
4歳の時、生家は全焼し、一家は牛込加賀町へ引っ越した。ここでは女中を減らし、生活も質素になった。年子は生後1年ごろから冬になると肺炎を患い、その後も体が弱かったので、外に出ることはあまり許されていなかった。そのため幼いころは、床の中で考え事をして過ごすことが多かった。
1916年、市ヶ谷尋常小学校に入学。しかし、3年の時、小学校は火事で全焼した。さらにこの小学校に通うには線路を渡らなければならず、母はその危険性を心配していたこともあり、年子は愛日尋常小学校へと転校した。小学校時代は、氷から湯気が出ているのを見て、固体が水にならずに直接蒸気になるのを不思議がったり、摂氏の単位が分からなかった母親のために自分で考えた摂氏と華氏の対応表を作ったりした。一方、習いごとは身につかず、長唄を教わっていたが、稽古に入るとすぐに眠りに入ってしまうほどだった。母は他の姉妹には茶の湯や裁縫などを教えていたが、年子に対しては諦めていたためか例外であった。

### 大学卒業まで
1922年、東京女子高等師範学校附属高女（通称お茶の水高女）に入学、1927年には東京女子高等師範学校の理科に入学した。ここで保井コノらの指導を受け、物理学を専攻することを決意した。物理を選んだ理由については、「一番判らない事があって気になるから」とも、「何となく自然に」とも述べている。
湯浅が東京女子高等師範学校を卒業した1931年当時、日本で女性が学べる大学は、北海道帝国大学、東北帝国大学、東京文理科大学、広島文理科大学、九州帝国大学に限られた。湯浅ははじめ東北帝国大学への進学を希望したが、女性を遠くへ行かせることに反対した母に配慮して、東京文理科大学へと進学した。物理学の分野では日本で最初の女子大学生であった。
大学で学び始めたばかりのころは、分からないことが多く、自らの能力の限界を感じて悩むことが多かった。また、恵まれた環境の下で両親の金銭的な支援を受けながら勉学を続ける自分に対しても疑問を感じ、当時の学生の間で流行していた共産主義運動にも興味をもつようになった。しかし、保井から、あなたはそのような活動を続けるよりも自然科学の分野に取り組む方が世の中に貢献できるという助言を受けたため、以後は物理学に専念するようになった。卒業研究では原子分子分光学を選択した。

### フランス渡航へ
1934年に大学を卒業すると、湯浅は東京文理科大学の副手となった。また、1935年に東京女子大学講師、1937年には東京女子高等師範学校の助教授となった。しかし湯浅は、自分は教職には向いていないと感じた。また、研究面においても、当時は女性の地位が低く、思うような研究ができなかった。さらに研究分野である分光学の将来性に対しても、行き詰まりを感じていた。
そのような状況の中、湯浅は大学の図書室でフレデリック・ジョリオ＝キュリー、イレーヌ・ジョリオ＝キュリー夫妻の人工放射能に関する論文を読み、大きな感銘を受けた。そして、フランスで夫妻のもとで研究を行いたいと心に決めた。当時フランス外務省では、年に数名の留学生を2年間フランスに招き入れる制度があったため、湯浅はこれに応募した。1938年に受けた試験では、筆記では合格したが、口頭試験で落選した。しかし翌年の試験ではトップの成績で合格を果たし、フランス文学者の片岡美智と共に、この制度による初の女性のフランス留学生に選ばれた。
ところが、フランス渡航の間近になって第二次世界大戦が勃発、さらには父親が胃がんの診断を受け、余命1年を宣告された。そのため一時は渡航を諦めたが、自分の病名を知らされていない父は、「たとえ思うような研究生活ができなくても、外国へ行って外から自国をみることは見解をひろめることになるから」と留学を勧めた。そのため、湯浅はフランスへ渡ることを決心した。

### 第二次大戦中
フランスへ渡った湯浅はラジウム研究所を訪れた。しかし研究所はすでに軍の管理下にあり、外国人が入るのは非常に難しかった。湯浅は研究所に入れてもらえるよう、外務省などを通じて何度も交渉を行った結果、イレーヌ・ジョリオ＝キュリーやポール・ランジュバンの協力を得て、コレージュ・ド・フランス原子核化学研究所のフレデリック・ジョリオ＝キュリーのもとで研究できるようになった。
研究所では、中性子をベリリウムに当てたときにできる{\displaystyle {\rm {{}^{5}He}}}の安定性を調べる研究にたずさわった。真摯に研究に取り組むことのできる研究所の環境や、研究で行き詰った時に頼りになるジョリオ教授の存在などに湯浅は喜びを感じ、後に「祖国で経験したことのない魂の自由さを味わった」と記している。
1940年5月、ドイツ軍はフランスへの進撃を開始し、パリの研究所は危険な状況となった。湯浅はフレデリック・ジョリオ＝キュリーの勧めで、いったんボルドーへと避難した。しかし研究を行うことができないボルドーでの生活に耐えられなくなった湯浅は、研究所で爆弾の下に死んでもかまわないから呼び戻してほしいとジョリオに願い出て、5月31日にパリへと戻った。
6月、パリがドイツ軍の占領下におかれると研究所は一時閉鎖されたが、9月に、ドイツ人との共同研究をすることなどの条件のもとで再開された。湯浅はジョリオの指導のもと、霧箱を使用して原子核崩壊の際のエネルギーや運動量の変化を調べる実験を行った。1941年には渡仏後初めての論文を発表した。
1941年1月、父が死去した。湯浅は大使館を通じてその情報を3月に知った。しかしこのときジョリオから、日本に帰らずにここで研究を続けるよう言われたため、湯浅はフランスに留まった。また、若いころに父を亡くしたイレーヌ・ジョリオからは慰めの言葉を受け、父親であるピエール・キュリーの伝記を手渡された。その中にあるピエールの言葉「どんなことが起ころうとも、そしてたとえ魂のない身体になったとしても、やはり研究を続けなければならないだろう」は、その後の湯浅の励みになった。1943年には学位論文を提出し、理学博士となった。
日本はドイツと同盟を結んでいたため、戦争が続くにつれてフランス国内における日本人の立場は微妙なものになっていった。そのため1944年8月、大使館の要請による日本人の引き揚げが始まり、湯浅もベルリンへ移動した。なんとか研究を続けたい湯浅はドイツ内での研究場所を探し、そして、オットー・ハーンのもとで研究できる許可を得た。しかし出発直前になって、当時ハーンのいたタイルフィンゲンにも戦線が近づいているとの報告を受けた。そのため、ハーンの元での研究はかなわず、代わりにハーンの紹介により、ダーレムにあるベルリン大学付属第一物理学研究所のクリスチャン・ゲルツェン教授のもとで12月から研究を行った。
しかし、空襲がはげしくなると、ベルリンの研究所も危なくなり、1945年4月には研究所を離れなければならなくなった。5月、ドイツ軍が降伏すると、湯浅はベルリンからモスクワに送られ、そこから日本へと送還された。

### 日本での生活
帰国した湯浅は、空襲を受けた祖国の風景を見てショックを受けた。さらに母も重い病にかかっており、年子が帰国して間もなくの7月23日に死去した。
湯浅は東京女子高等師範学校（1949年からお茶の水女子大学）に助教授として復職し、疎開先の長野県に移り住んだ。8月6日に広島に新型爆弾が落とされたとのニュースを聞いた時は、それが原子爆弾であることに気付き、翌日には、核分裂などに関する授業を行った。
終戦後、湯浅は東京に戻った。住む場所が無かったため、東京女子高等師範学校の校舎で寝泊まりをしながら、次の研究について考えをめぐらした。フランスにいる時、湯浅はイレーヌ・ジョリオから、日本にラジウム研究所を作るよう提案されており、マリー・キュリーが測定した標準ラジウム塩を手渡されていた。そのため、湯浅はイレーヌの期待にこたえるべく、日本でのラジウム鉱石のありかを調査しはじめた。また、湯浅は、ベルリンから持ち帰ったβ線分光器を使って、βスペクトルの研究を行おうと、理化学研究所の仁科芳雄のもとを訪れ、準備を進めていた。ところが11月25日、GHQの手により理化学研究所のサイクロトロンなどの実験器具が破壊されたため、これらの実験計画はかなわなくなってしまった。
当初の実験計画は行き詰ったが、この頃の湯浅は講義や研究のほかに、講演や執筆活動などの分野にも取り組み、多忙な日々を過ごした。ヨーロッパで最先端の研究を行ってきた湯浅の体験は当時の日本には貴重なものであったため、数々の依頼が舞い込んだのである。さらに湯浅は、日本はフランスと比べて科学における女性の地位が低いことを嘆き、女性と科学の問題に対しても深くかかわるようになった。

### パリへの再移住
1949年、フレデリック・ジョリオ＝キュリーから「ご無事をよろこぶ。再び研究を始めましょう」という電報が届いたのをきっかけに、湯浅は再びパリに渡り研究を再開した。中断した5年間の遅れを取り戻すのには苦労したが、やがてβ崩壊の研究などで成果を上げ、国際会議でも講演するようになった。
湯浅はお茶の水女子大からの出張という扱いでパリで活動していたが、1952年には出張期限が切れたため、以後は休職という形でパリに留まった。1955年にはその休職期間も切れたため、湯浅は日本に戻るか大学を退職してパリで研究員となるかの選択を迫られた。日本からは帰国を促す手紙も寄せられ、湯浅は悩んだが、研究を継続させるためにパリに残ることに決めた。そして1955年10月に、今まで研究を行っていたCNRS（フランス国立中央科学研究所）の研究員となった。
湯浅の研究は進み、1957年には主任研究員となった。一方で、1956年にはイレーヌ・ジョリオ＝キュリー、1958年にはフレデリック・ジョリオ＝キュリーが死去し、湯浅は深く悲しんだ。

### オルセーでの生活
1959年、湯浅の研究室は、新しくできたオルセー原子核研究所へと移動した。ここでも湯浅は研究の他に、日本からの留学生の対応、国際会議への参加など、多忙を極めた。
1967年、東京で開かれた原子核国際会議に参加するため、18年ぶりに日本に帰国した。この帰国をきっかけに、日本の研究者とCNRSとの間の交流が盛んになった。また、湯浅に対する日本の科学雑誌などへのエッセイの依頼も増えるようになっていった。
1970年ごろから湯浅は体調が思わしくないことが多くなった。湯浅は仕事を優先させて自らの体調管理にはあまり気を使わないでいたが、1973年にようやく病院に通い、胃と胆のうを摘出する手術を受けた。

### 定年後
1974年、湯浅は65歳となった。CNRSの定年は研究長以外は65歳と定められていた。湯浅の実績は研究長となるのに十分なものだったが、当時のCNRSの人員縮小政策のために研究長になることができなかった。そこでCNRSの計らいで、湯浅は特例で名誉研究員となり、定年後も研究を続けられるようになった。
1976年、「永年にわたるフランスでの学究生活」と「日仏文化交流に貢献した」ことに対して、日本の紫綬褒章が贈られた。
1977年、原子核構造国際会議に出席するため、10年ぶりに日本に帰国した。湯浅は手術後の体調が思わしくなく、食事を満足にとることもままならない状態だった。その不調ぶりは傍目からも分かる程度であったため、久しぶりに湯浅に再会した日本の友人を心配させた。その体調の中で、湯浅は会議の他、日本各地で講演し、また、友人や教え子らの訪問も多く、精力的な日々を送った。
フランスに戻ってからは、実験の他に、日仏共同研究の計画にも取り組んだ。日仏共同研究の実施には困難な点が多く、湯浅は日本の担当者である柳父琢治と電話や手紙で何度もやり取りをした。体調は1979年ごろからますます悪化していったが、共同研究が実現できなくなってしまうからと、入院は断固拒否し、食事療法などで対処しようとしていた。
しかし1980年1月、湯浅の体調の異常は周囲から見て明らかになってきたため、30日、知人の手によりパリ郊外のアントワーヌ・ベクレル病院への入院の手続きがとられた。このときも湯浅は救急車の中から窓をたたき、「降ろしなさい」と言い抵抗した。
入院後、湯浅の体調は急激に悪化し、2月1日には危篤状態となった。一方、日仏共同研究はその前日にフランス政府から正式な許可を得ることができた。東大原子核研究所教授の坂井光夫は渡仏した際にそれを伝えるため、2月1日に病院に駆け付けた。坂井が湯浅に、フランス政府の許可が得られたことを知らせると、意識を失っていたかに見えた湯浅は目をあけてうなずき、何かを言おうとして口を動かした。そして同日の午後4時25分に70歳の生涯を閉じた。

## 研究内容
原子のβ崩壊の際に起こる相互作用の研究を行った。たとえば、β崩壊するときには、電子に混じって時々陽電子が観測される。湯浅はイットリウム（{\displaystyle {\rm {{}^{90}Y}}}）がβ崩壊できるジルコニウム（{\displaystyle {\rm {{}^{90}Zr}}}）などについて調査を行い、陽電子放出のメカニズムの解明を目指した。
また、β崩壊がどのような相互作用によって起こるかを明らかにするため、圧力可変・自動手記ウィルソン霧箱を考案した。この装置を使って{\displaystyle {\rm {{}^{6}He}}}のβ崩壊の観測を行い、その結果をまとめた論文は1962年に京都大学に提出され、湯浅は日本での学位を得た。また、この装置を使って撮影されたα線の飛跡の写真は、Journal de Physique et le Radium の表紙に掲載された。湯浅はこの装置はジョリオの思想を近代化させたものだと述べている。
研究所がオルセーに移ってからは、泡箱を使って、炭素の原子核反応によってできる粒子を観測して、核反応や粒子の相互作用を探ろうとした。また、1967年からは重水素（{\displaystyle {\rm {{}^{2}H}}}）や三重水素（{\displaystyle {\rm {{}^{3}H}}}）、ヘリウム3（{\displaystyle {\rm {{}^{3}He}}}）に陽子を衝突させたときにできる3つまたは4つの核子の状態に関する研究（少数核子系）を行った。
さらに湯浅は晩年、この少数核子系の研究を日仏共同研究とすることを計画した。この計画の実現に向けて、湯浅は京都大学の柳父琢治を説得して日本側の代表とさせ、自らはフランス側の代表となり、協議を続けた。この共同研究の実現は湯浅の存命中にはかなわなかったが、死後、ジョリオ＝キュリー夫妻の娘である核物理学者エレーヌ・ランジュバン＝ジョリオ(en:Hélène Langevin-Joliot)が湯浅の後を引き継ぎ、1981年に実施された。
湯浅はエッセイも多く執筆しており、高く評価されている。また、短歌もよく詠んでおり、530首が残っている。西巣鴨の善養寺にある湯浅の碑には自作の短歌が刻まれている。
お茶の水女子大学では、湯浅の名を冠した湯浅年子記念特別研究員奨学基金および湯浅年子賞が設けられている。

## 著書・訳書

### 著書
- 『科学への道』1947年、日本学芸社
- 『黒葡萄』1948年、古今書院
- 『フランスに思ふ―もん・かいえ・あんてぃーむ』1948年、月曜書房
- 『パリ随想－1950年』1950年、弘文堂
- 『放射性同位元素とその生物学医学への応用』1951年、培風館
- 『パリ随想―ら・みぜーる・ど・りゅっくす』1973年、みすず書房
- 『続パリ随想―る・れいよん・ゔぇーる』1977年、みすず書房
- 『パリ随想3―むすか・のわーる』1981年、みすず書房

### 訳書
- 『ピエール・キューリー伝』マリー・キュリー著、1948年、潮流社
- 『ジヨリオ・キューリー遺稿集』1961年、法政大学出版局
- 『F・ジョリオ=キュリー』ピエール・ビカール著、1970年、河出書房新社